# Травелинг
Крачки е нарушаване на правилата в баскетбола, когато играч, държащ топката, движи един или двата си крака в нарушение на правилата. Казано по друг начин, играчът движи неправилно своя крак или прави твърде много стъпки без изобщо да дриблира. Крачки също се нарича, когато има игра предимно на стрийтбол, „крачки“ или „стъпки“. Единият крак трябва да е на земята другия може да се движи. Това се нарича „пилотиране“. Когато застопорения крак се вдигне се прилаг правилото за „Крачки“. Ако въртящият крак е повдигнат, трябва да се направи пропуск или опит за подване, преди въртящият крак да бъде поставен обратно на пода. В НБА и ФИБА играчите също получават „стъпка за събиране“.
Когато играч е направил повече от 2 стъпки, без топката да бъде дриблирана, се призовава нарушение при пътуване. През 2018 г. ФИБА преразгледа правилото, така че човек да може да направи „събираща стъпка“, преди да предприеме двете стъпки. Пътуване може да се нарече и чрез носене или неустановено въртящо се стъпало. Ако опорният крак на играч се промени или се движи, той се счита за пътуващ.